# كين روبرتس
كين روبرتس (بالإنجليزية: Ken Roberts)‏ (27 مارس 1936 في المملكة المتحدة - 6 فبراير 2021) هو مدرب كرة قدم ولاعب كرة قدم بريطاني في مركز جناح ‏. لعب مع أستون فيلا ونادي ريكسهام.

## وصلات خارجية
- كين روبرتس على موقع قاعدة بيانات كرة القدم.إي يو (الإنجليزية)
- كين روبرتس على موقع Soccerbase.com (مدرب) (الإنجليزية)
- كين روبرتس على موقع عالم كرة القدم.نت (الإنجليزية)